# 納骨塔

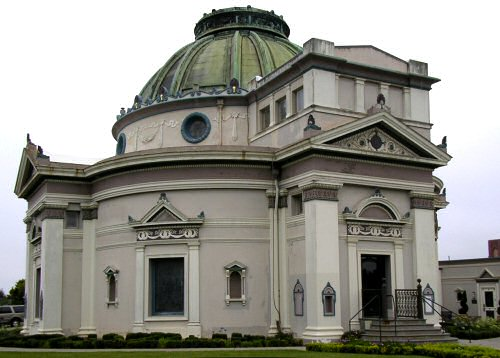
舊金山納骨塔

納骨塔，或稱靈灰閣、靈灰安置所、靈骨塔、骨灰龕、寶塔，是存放往生者骨灰的建築物，骨灰則存封在骨灰罈裡，有的納骨塔也可以放置撿骨後的骨甕。在佛教裡，納骨塔緊鄰或附屬於寺院、墓園。這種習慣讓死者家屬能夠到寺院裡進行追悼及崇拜。天主教會比較喜愛傳統的土葬，但因為已開發國家往往土地不足的緣故，火化也獲得教會許可與推廣。因此，教會墓園經常可見納骨塔矗立其中，目前教會不太鼓勵在教堂建築裡興建納骨塔，因為如果教堂改建、位移或轉讓的話，骨灰可能遭到破壞。

## 各國的納骨塔文化

### 臺灣
在臺灣早期，大部份都是以土葬的方式居多，1990年代後因為人口成長，墓地缺乏，許多地方政府開始不允許修建土葬墳墓，並大力宣傳建議民眾將先人遺體火化、已土葬的先人開棺撿骨，將骨甕安放在納骨塔，或者取出遺骨後火化置放於骨灰罈，也可以避免每年掃墓登山越嶺、清理雜草灌木之苦，這種安放在納骨塔的方式才漸漸為民眾所接受，而納骨塔公司也如雨後春筍般，紛紛開業，根據內政部的說法，目前採用火化儀式的死者已超過九成。然而，隨著民眾的接受程度提高，開始有投資客和詐騙集團介入塔位的買賣，政府為了防止民眾受騙上當，而在各縣市政府網站上宣導如何才不會購買到非法的塔位。
臺灣各地方政府也興建公立納骨塔，價格一般而言較私立機構低，不過亦有政府單位缺乏經費導致公立納骨塔年久失修的情況發生，公家也常因都市計畫，要求民眾將年代久遠的公墓中先人骨甕取出，改為安放到大型的納骨塔，以獲取新土地。而私人企業所興建的納骨塔，塔位價格從新臺幣五萬元到兩三百萬不等。
此外，納骨塔是鄰避設施，因此若有興建納骨塔之計畫容易引起附近居民抗議。

## 各國的納骨塔法律

### 台灣地区
在臺灣，塔位公司必需要取得殯葬業經營許可才可以販售塔位。有的塔位公司尚未取得殯葬業經營許可，就已經開始找明星代言販售塔位，因此遭到罰款。

## 寶塔圖庫

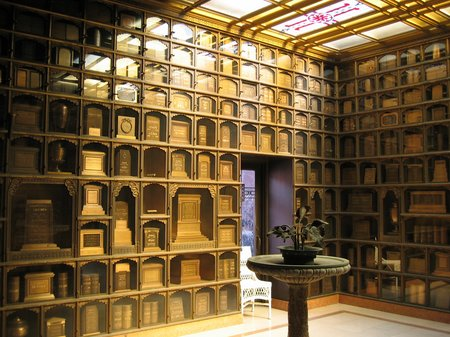
Interior of a columbarium in Oakland, California (Julia Morgan's Chapel of the Chimes). Some of the cinerary urns are book-shaped.
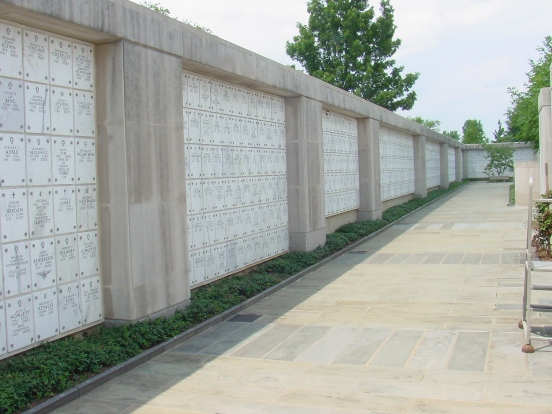
Each niche is covered with a marble plaque at this columbarium at Arlington National Cemetery, Virginia
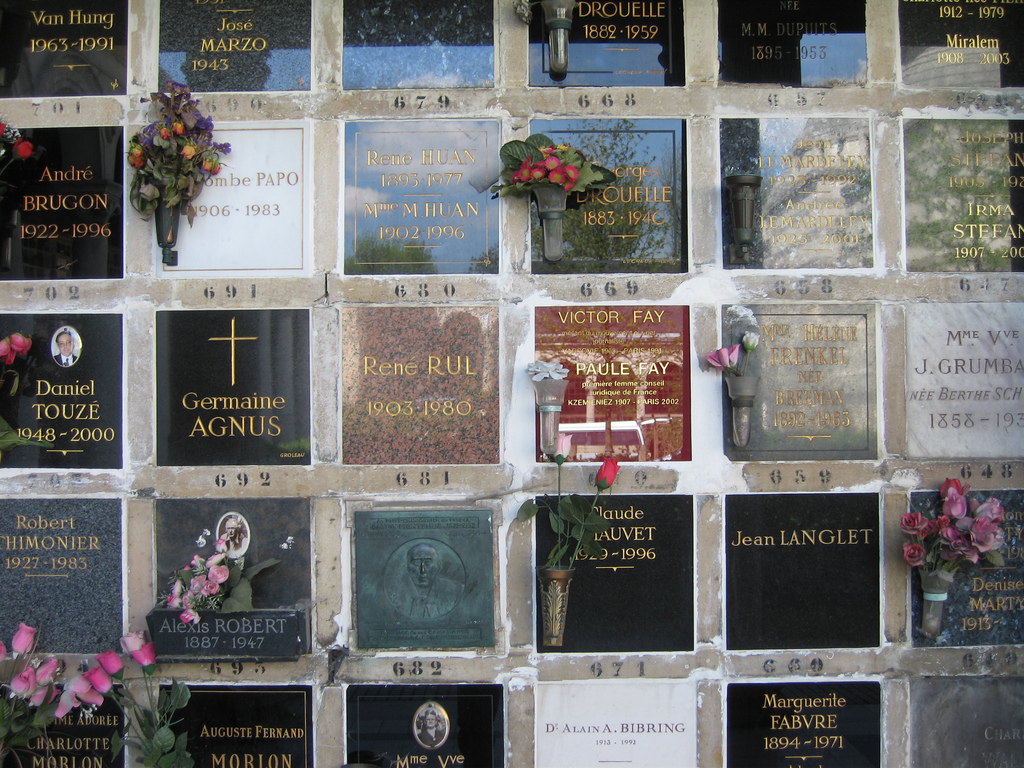
Detail of the columbarium at Père Lachaise Cemetery, Paris.
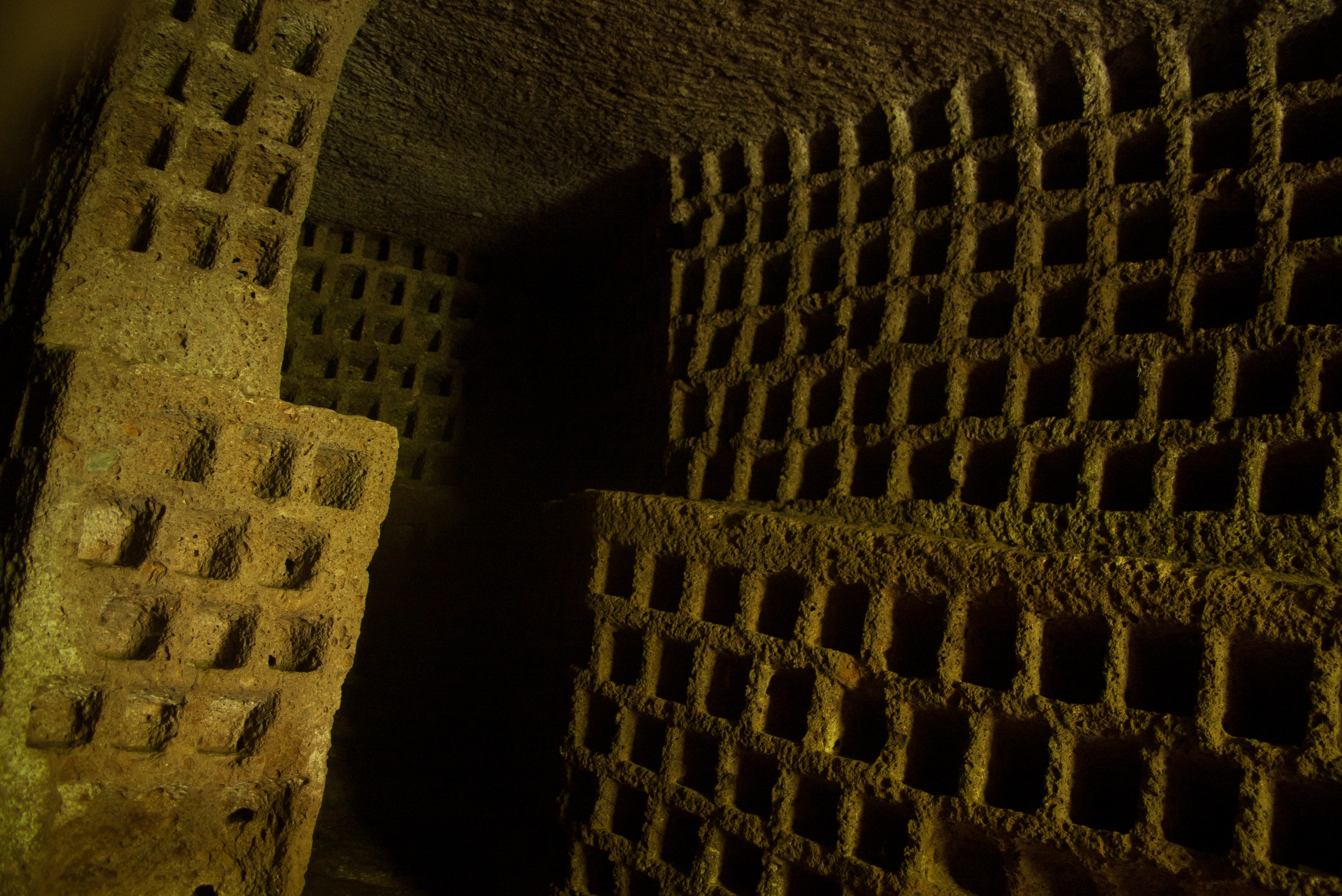
Etruscan columbarium at Cava Buia, Blera, Italy.
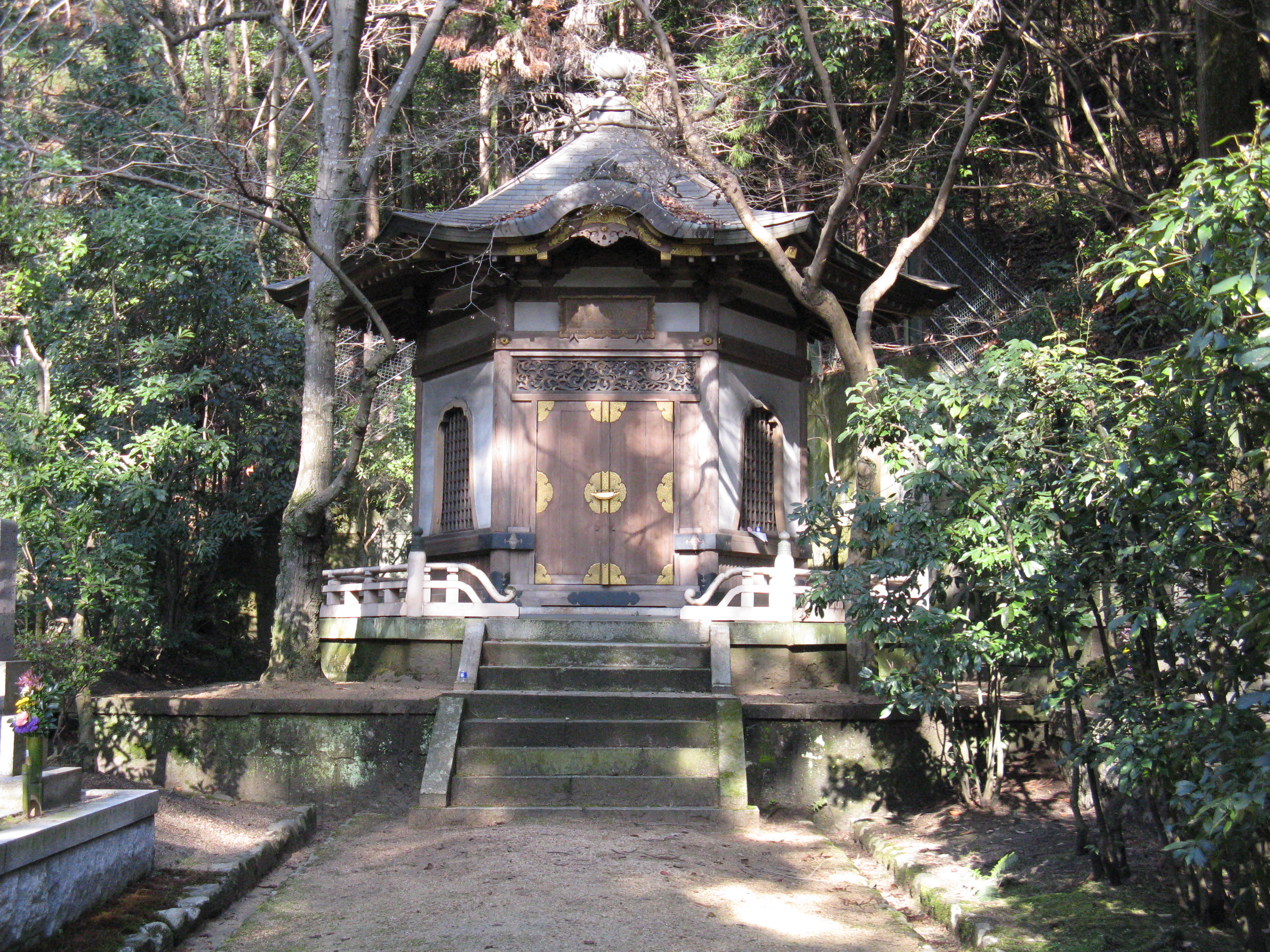
大阪瀧谷不動明王寺內的傳統日式納骨塔
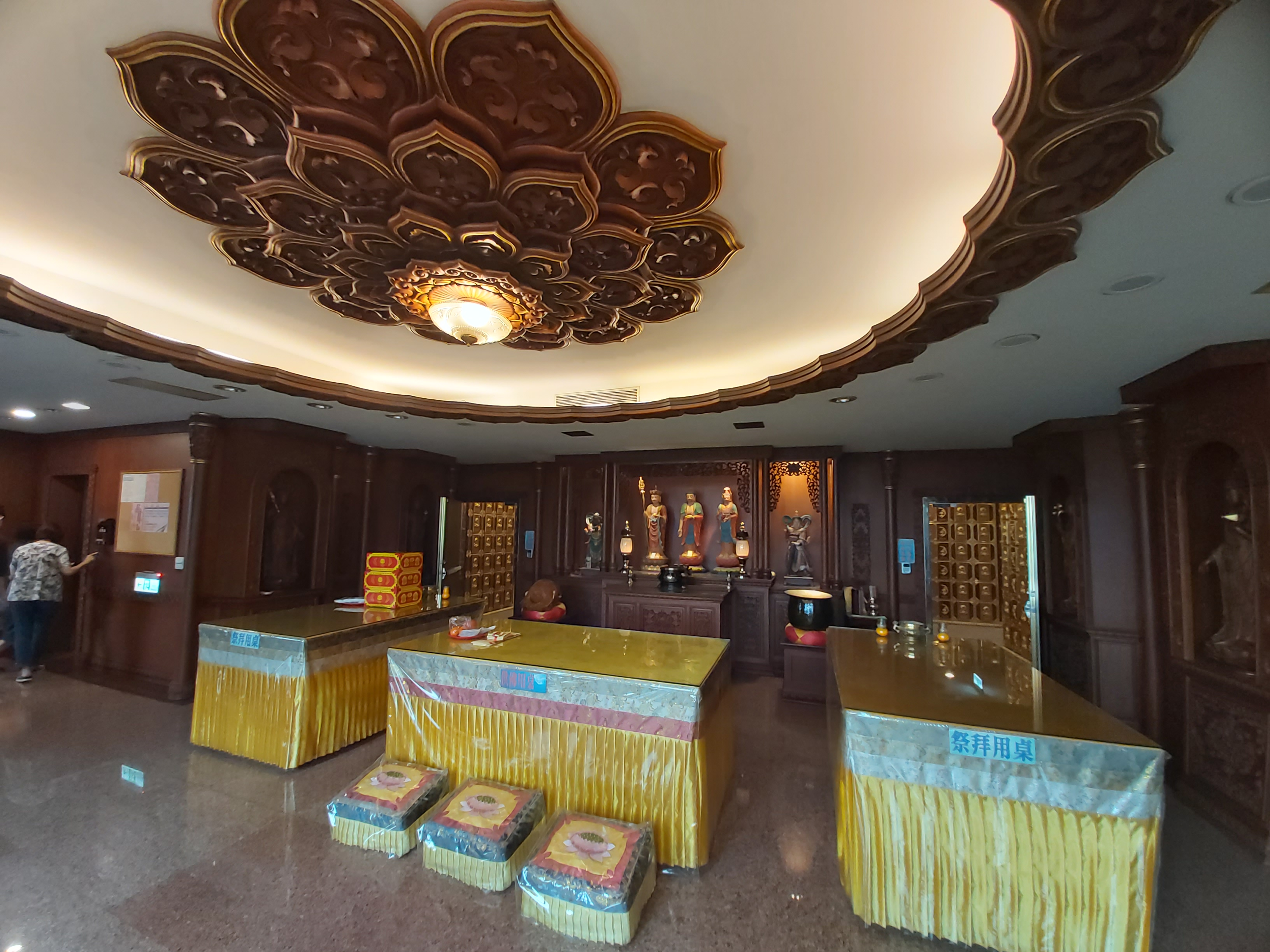
臺灣臺北市一座傳統納骨塔的附屬佛堂
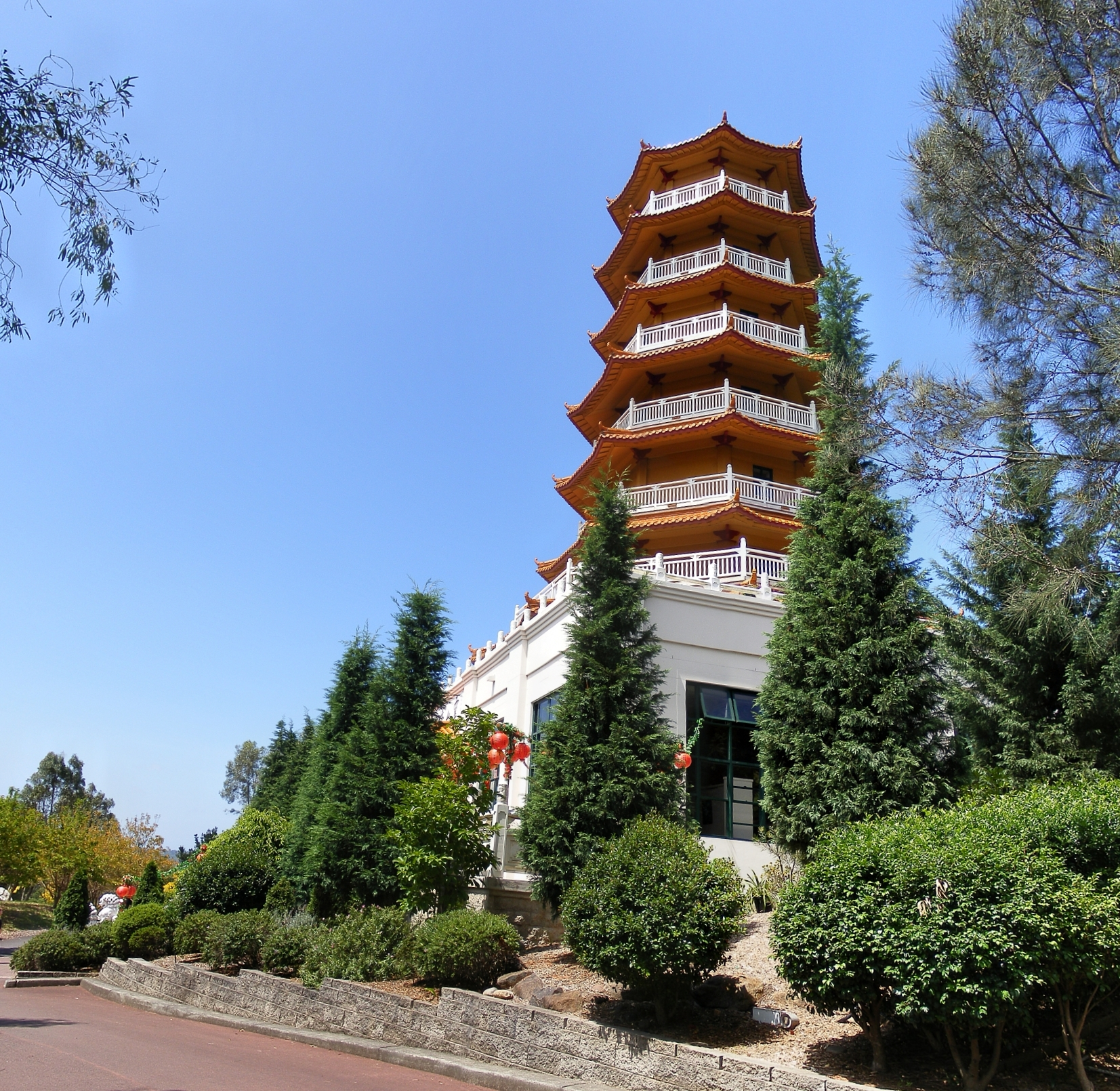
澳洲臥龍崗市佛光山別院南天寺的現代化中式靈骨塔
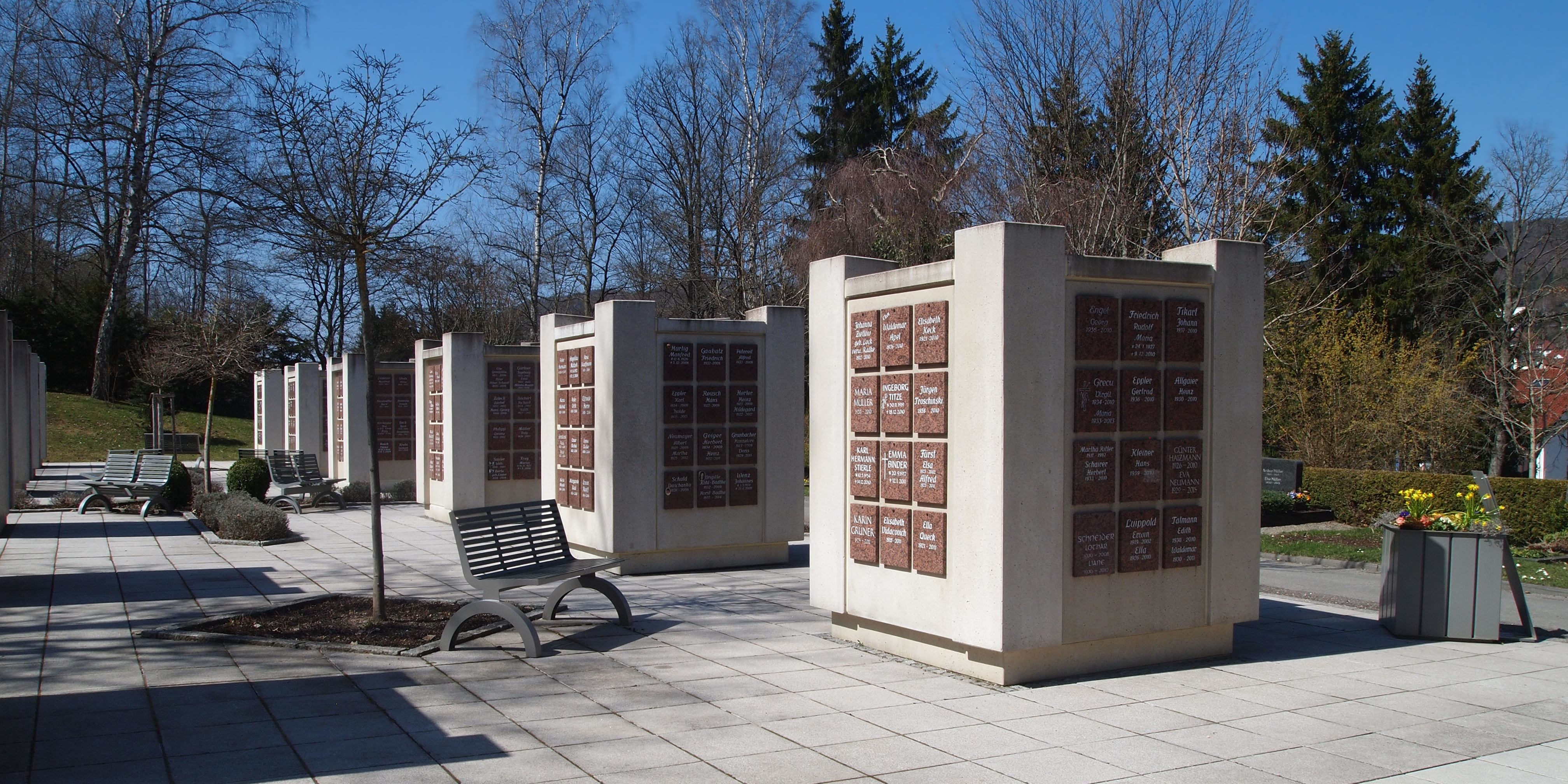
一個德國小鎮上的現代化納骨塔

## 參閱
- 骨甕
- 骨灰罈
- 骨灰
- 撿骨

## 外部連結
- 中華民國寶塔墓園管理發展協進會 （页面存档备份，存于）